# Ukon Wacka
Ukon Wacka è il nono album dei Korpiklaani, gruppo Folk metal finlandese, pubblicato il 4 febbraio 2011 dall'etichetta discografica Nuclear Blast Records.

## Tracce
1. Louhen Yhdeksäs Poika – 3:23
2. Päät Pois Tai Hirteen – 3:14
3. Tuoppi Olutta – 3:34
4. Lonkkaluut – 5:39
5. Tequila – 2:42
6. Ukon Wacka – 5:08
7. Korvesta Liha – 4:31
8. Koivu Ja Tähti – 4:17
9. Vaarinpolkka – 2:19
10. Surma – 6:20
11. Iron Fist (Traccia bonus)